# Ramiro III av León
Ramiro III av León, född omkring 961 - död 984, var kung av León mellan 966 och 984. Han var son till Sancho I av León och ärvde tronen vid fem års ålder.

## Familj
Under Ramiros barndom låg regeringsmakten i händerna på två nunnor, hans faster Elvira Ramírez, som tog drottningtiteln, och hans mor Teresa Ansúrez, som hade placerats i kloster efter sin makes död. Som konsekvens av detta är hans regeringstid känd för dess stöd till kyrkan.

## Regering
Under Ramiros regering ratifierades ett fredsavtal med kalifen al-Hakam II; han bekämpade också de vikingar sin hade invaderat kungariket Galicien.  När fredsavtalet hade slutits invaderade vesiren Almanzor hans rike.
När Ramiro hade nått vuxen ålder och efter hans giftermål med Sancha Gómez, dotter till Gómez Díaz, Greve av Saldaña, försökte han införa en absolut monarki vilket resulterade i ett fjärmande av de redan självständiga Galicien och Kastilien. Detta, tillsammans med de ständiga motgångar han mött mot muslimer, som striderna vid Rueda och  Torrevicente och det värsta, som ägde rum vid San Esteban de Gormaz under hans fasters regering 975, ledde till att adeln i Galicien 982 utsåg Bermudo II, son till Ordoño III, till kung av Galicien. Två år senare 984 förlorade han tronen till Bermudo. Han fick åtminstone ett barn med sin fru Sancha Gómez, Ordoño Ramírez, som gifte sig med Cristina Bermúdez, dotter till hans rival.